# Pierwszy gabinet Billy’ego Hughesa
Pierwszy gabinet Billy’ego Hughesa (określany w australijskiej historiografii jako the First Hughes Ministry) – dwunasty w historii gabinet federalny Australii, urzędujący od 27 października 1915 do 14 listopada 1916 roku. Powstał po tym, jak do dymisji podał się premier Andrew Fisher, zaś rządząca Australijska Partia Pracy (ALP) wybrała na swojego nowego lidera Billy'go Hughesa. Jesienią 1916 w partii doszło do rozłamu, w wyniku którego premier Hughes wraz z grupą swoich stronników został wykluczony z ALP. Powołał do życia nową partię, Narodową Partię Pracy, i zdołał utrzymać się na stanowisku szefa rządu, tworząc swój drugi gabinet.

## Skład
| stanowisko                                     | członek gabinetu | od                   | do                   |
| ---------------------------------------------- | ---------------- | -------------------- | -------------------- |
| premier                                        | Billy Hughes     | 27 października 1915 | 14 listopada 1916    |
| prokurator generalny                           | Billy Hughes     | 27 października 1915 | 14 listopada 1916    |
| minister obrony                                | George Pearce    | 27 października 1915 | 14 listopada 1916    |
| minister handlu i ceł                          | Frank Tudor      | 27 października 1915 | 14 września 1916     |
| minister handlu i ceł                          | Billy Hughes     | 14 września 1916     | 14 listopada 1916    |
| minister spraw zagranicznych                   | Hugh Mahon       | 27 października 1915 | 14 listopada 1916    |
| minister marynarki wojennej                    | Jens Jensen      | 27 października 1915 | 14 listopada 1916    |
| minister skarbu                                | William Higgs    | 27 października 1915 | 27 października 1916 |
| minister spraw wewnętrznych                    | King O’Malley    | 27 października 1915 | 14 listopada 1916    |
| minister poczty                                | William Webster  | 27 października 1915 | 14 listopada 1916    |
| wiceprzewodniczący Federalnej Rady Wykonawczej | Albert Gardiner  | 27 października 1915 | 27 października 1916 |
| minister bez teki                              | Edward Russell   | 27 października 1915 | 27 października 1916 |